# Säckjordstjärna
Säckjordstjärna (Geastrum saccatum) är en svampart som beskrevs av Fr. 1829. Säckjordstjärna ingår i släktet jordstjärnor och familjen jordstjärnor.  Arten är reproducerande i Sverige. Inga underarter finns listade i Catalogue of Life.

## Källor

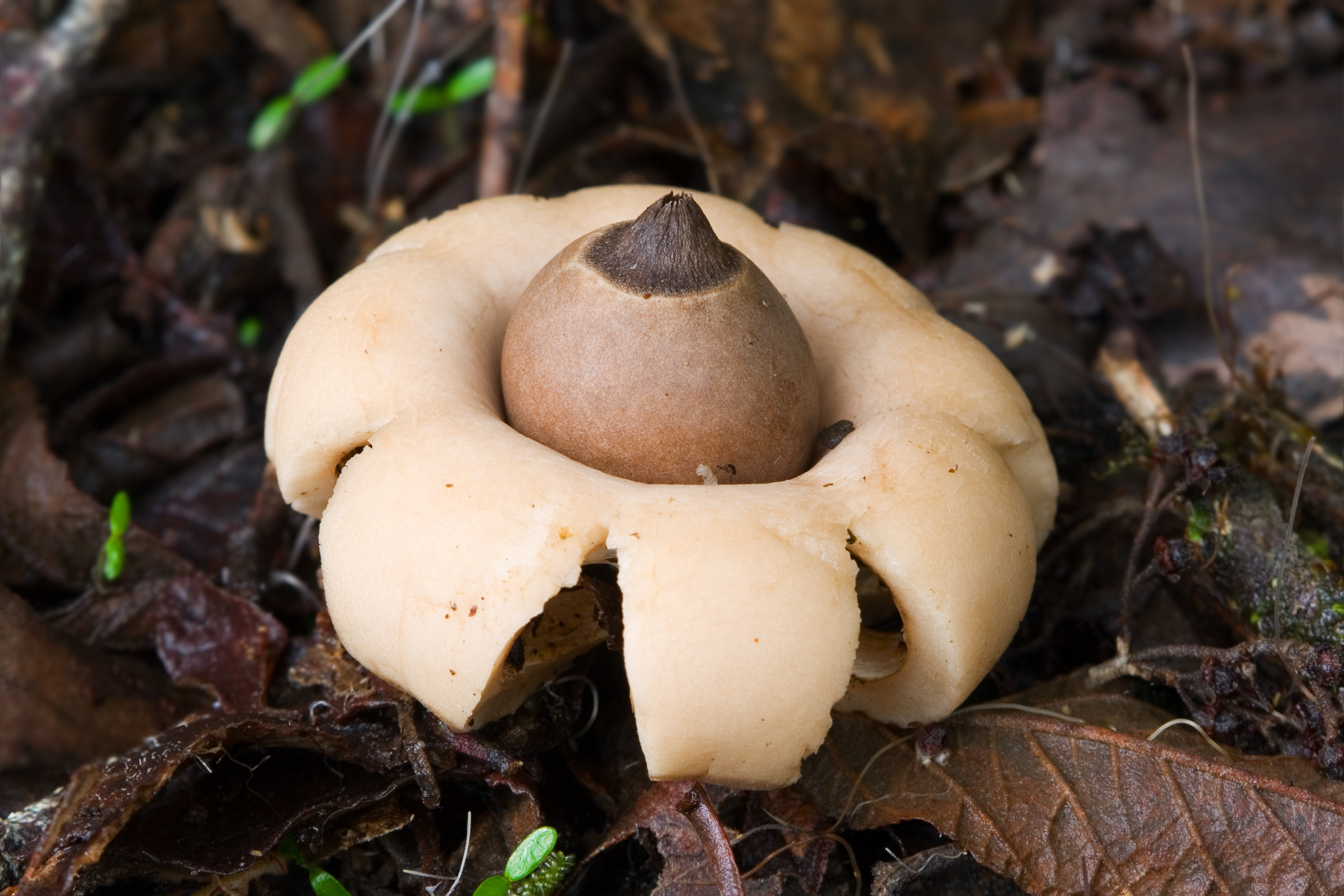
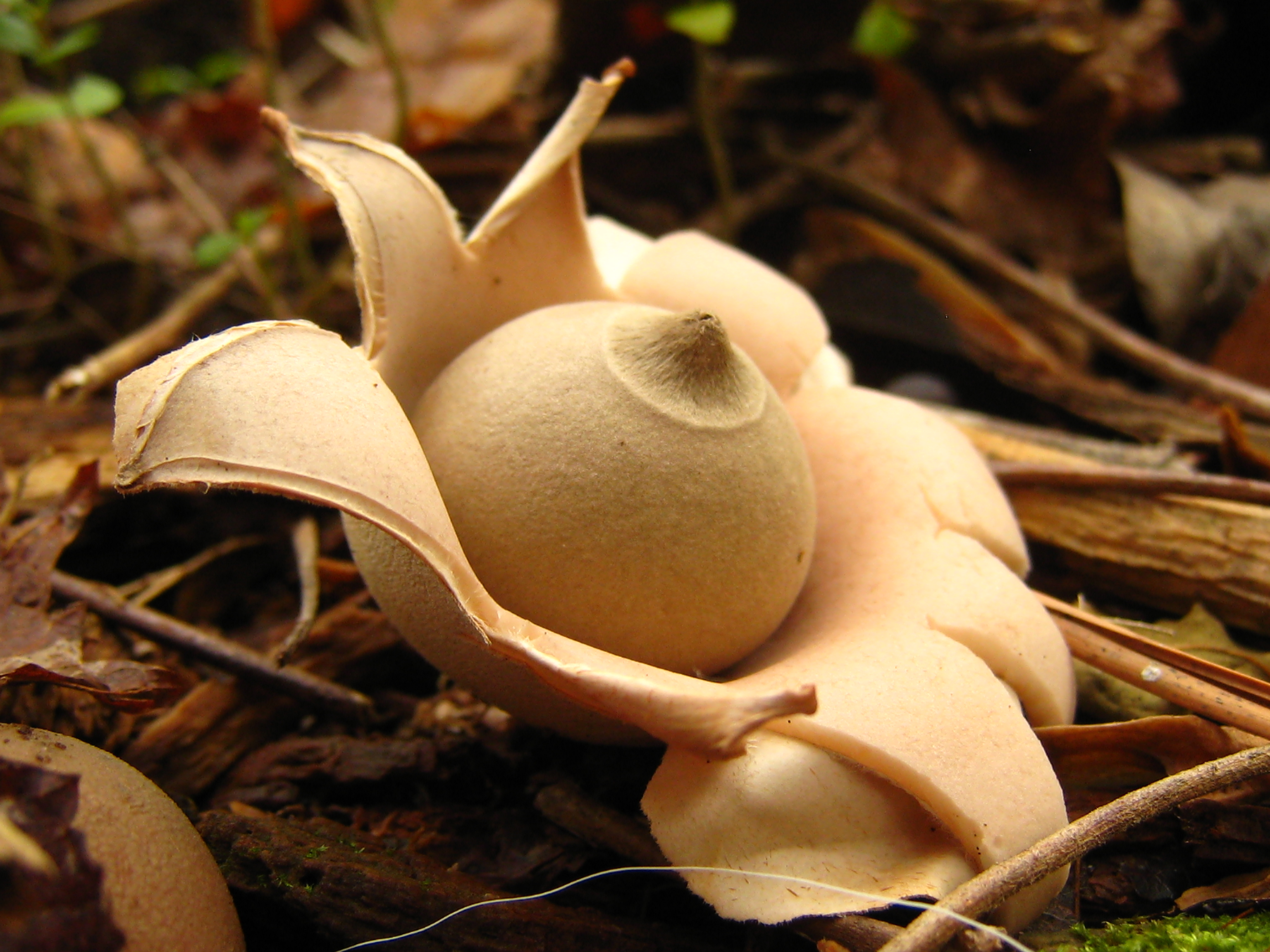